# Angela (esclave)
Pour les articles homonymes, voir Angela.
Angela (fl. 1619-1625), ou parfois Angelo, est une esclave et l'un des premiers esclaves africains officiellement recensés dans la colonie de Virginie anglaise en 1619.
Apparaissant dans le recensement de 1624, elle serait née dans l'actuel Angola et serait de l'un des 350 esclaves africains capturés par les Portugais et vendus à un marchand d'esclaves. Sur le chemin vers l'Amérique, deux navires anglais, le White Lion et le Treasurer attaquent le navire négrier et volent une cinquantaine d'esclaves pour les conduire en Virginie,. Là, le capitaine William Peirce achète probablement Angela. Peu d'autres choses sont connues de sa vie.
Un mémorial à Angela se situe au Fort Monroe. Elle est l'un des symboles de l'esclavage dans le pays.